# Edel Saunte
Edel Margareta Enrica Els Høst Saunte (13. marts 1904 i Næstved – 22. november 1991 i Helsingør) var en dansk jurist, kvindesagsforkæmper og socialdemokratisk politiker.
Saunte blev student fra Sortedam Gymnasium i 1922 og cand.jur. fra Københavns Universitet i 1925. Allerede i studietiden blev hun engageret i Dansk Kvindesamfund. Hendes engagement blev ikke mindre af, at hun selv oplevede diskrimination på baggrund af sit køn – først da hun som vikar ved Københavns Byret fik at vide, at hun aldrig ville blive fastansat her og derefter da hun blev afskediget fra sit job som sekretær i Ministeriet for Offentlige Arbejder fordi hun var gravid. Efterfølgende blev hun ansat som fuldmægtig i et advokatfirma, og i 1934 fik hun som den tredje kvinde i landet bestalling som landsretssagfører. Hun blev formand for Dansk Kvindesamfund i 1936, sad til 1941 og blev medlem af Københavns Borgerrepræsentation for Socialdemokratiet i 1937. I 1939 etablerede hun sammen med sin partifælle tidligere landstingsmedlem Ingeborg Hansen egen advokatvirksomhed med speciale i skilsmissesager og anden familieret.
I 1946 blev hun rådmand for Magistratens 3. afdeling og året efter valgt til Folketinget, hvor hun sad til hun i 1962 blev Københavns Kommunes første kvindelige borgmester. Hun havde som borgmester for Magistratens 2. afdeling ansvaret for sundhedsvæsenet i byen og for kommunens beboelsesejendomme. Ved samme lejlighed nedlagde hun sin advokatvirksomhed. Hun var borgmester frem til 1974 og var efterfølgende medlem af flere råd, nævn og kommissioner, bl.a. var hun den første formand for Dansk Sygehusinstitut 1974-1978. I 1965 blev hun formand for Kvindekommissionen, der også talte partifællen Karen Dahlerup.
Edel Saunte var gift med komponisten Erik Fiehn. Hun er begravet på Frederiksberg Ældre Kirkegård.